# NGC 943
NGC 943 (другие обозначения — MCG -2-7-19, VV 217, ARP 309, PGC 9459) — галактика в созвездии Кит.
Этот объект входит в число перечисленных в оригинальной редакции «Нового общего каталога».
Взаимодействует с галактикой NGC 942. Новый общий каталог ясно указывает, что NGC 943 является северным объектом пары, но галактики часто путаются, особенно если север на изображениях расположен внизу. Пара NGC 942 и NGC 943 используется Атласом пекулярных галактик в качестве примера «неклассифицированной» галактики.